# Блиц Лондон
Блиц Лондон су клуб америчког фудбала из Лондона у Уједињеном Краљевству. Основани су 1995. године и своје утакмице играју на стадиону Финзбури парк. Такмиче се тренутно у највишем рангу у Шведској лиги БАФА националној лиги (Дивизија југ), и Лига шампиона - Група Запад.